# Arcángel & De la Ghetto
Arcángel & De la Ghetto fue un dúo musical de reguetón, formado en Puerto Rico en 2004. Estuvo integrado por Austin Santos «Arcángel» y Rafael Castillo «De la Ghetto». El dúo se encuentra oficialmente inactivo desde 2007.
Alcanzaron fama y éxito debido a las canciones que eran filtradas por internet y en la radio de Puerto Rico, como por ejemplo, «Ven Pégate»,  «Traficando», «Sorpresa» y «Mi Fanática», entre otros.

## Biografía
Durante el tiempo que estuvieron juntos ambos cantantes hicieron conciertos en Puerto Rico, y también a lo largo de América Central y parte de Estados Unidos. Pero debido a los problemas de Arcángel con su compañía Baby Records, este terminó abandonando dicha discográfica, alegando que su contrato por 10 000 dólares con un álbum solista que no fue realizado. Por otro lado, De la Ghetto optó por seguir en la compañía hasta que empezó las grabaciones para Masacre musical.
A pesar de la separación del dúo a finales de 2007, ambos siguieron grabando juntos algunos temas, que continuaron siendo exitosos, tales como «Dulce», «Sin mucha demora» y «Mami Pégate», entre otros. En 2015 otra vez colaboran como dúo en el remix de pierdo la cabeza de Zion & Lennox. En 2017 realizan el tema sencillo «Más Que Ayer» con lo cual oficializaba la vuelta del dúo, pero nunca se dio por finalizada tal pronunciación.

### Reunión
En una entrevista a De la Ghetto en un programa de la radio, le preguntaron si volvería a grabar con su excompañero Arcángel, y este respondió que al cabo de un año, o quizá más, se volverían a juntar y sacar un nuevo disco, al que le pronosticó tanto éxito como habían tenido antes. Luego Arcángel, en el programa «Ritmoson Latino», aseguró que en el año 2012 el dúo se volvería a juntar. Inmediatamente estas palabras sacaron fuerzas en las redes sociales y páginas webs, creando expectativas en miles de aficionados y seguidores de estos dos cantantes.